# 布日灌肠

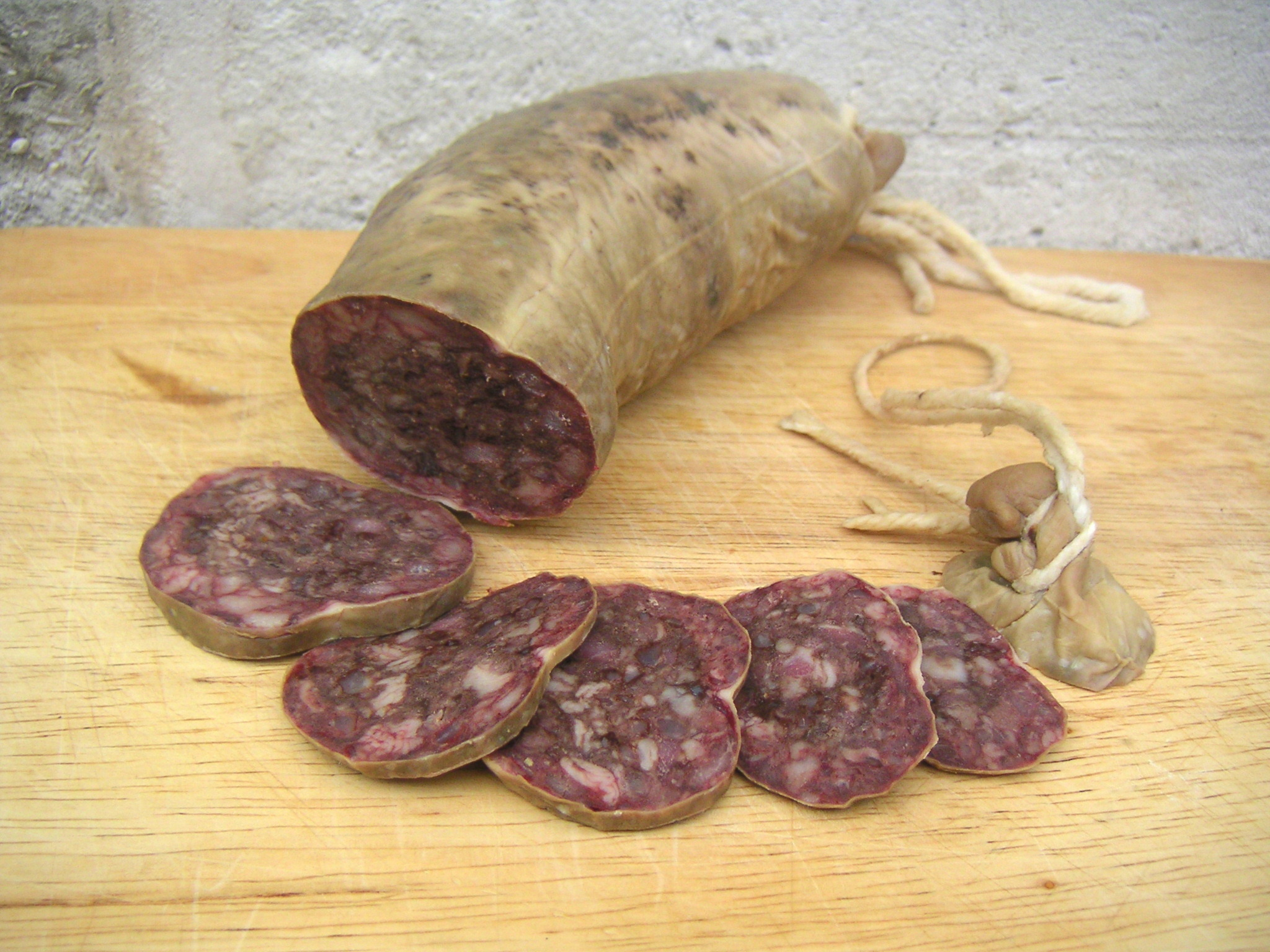
黑加泰罗尼亚Paltruc香肠

Paltruc或Bull是一种粗的加泰罗尼亚香肠，通过加入剁碎的肉，或者卤过的猪油，用膀胱或者大肠制作的灌肠。

## 词源
在瓦伦西亚称为paltruc，加泰罗尼亚一部分地区称为bull，而在其他如Osona，Vallès Oriental，Maresme 及 Girona也叫做paltruc。有人说bull来自botulu，加泰罗尼亚语香肠（butifarra）的拉丁名，但其他人认为这个东西使用舌头等其他器官，得花更多的铜炊具，因为在做其他香肠之前，人们得先用大火在锅里煮这种bull。

## 分类
根据肉的不同分为不同的种类：
黑加泰罗尼亚布日灌肠或血加泰罗尼亚布日灌肠，也称为黑主教（bisbe negre，obispo negro），涂汁加泰罗尼亚香肠（butifarra de barrilla）或者加泰罗尼亚血肠（butifarra de sangre），还称为bisbot negre，butifarra de denegal negre。煮过的猪血和肉使之呈现黑色。
白加泰罗尼亚布日灌肠（Paltruc blanco，bull blanc），也称为白主教（bisbe blanc）或bisbot。与前一种不同的是没有包括血液。有时也加入肝和舌头。
加蛋加泰罗尼亚布日灌肠（Paltruc de huevo），加了煮过的瘦猪肉，脂肪及鸡蛋。

## 基本制作方法
- 用料：

使用含有肥肉的碎肉，盐，黑胡椒。加猪血，洋葱，米，肝，蛋，蒜，西芹，猪舌，蘑菇，也可以做成双色（半白肠半黑肠）
- 比例：

一千克瘦肉和猪油（也可以包括猪头肉，猪脚肉，猪舌，猪腰等）
半升猪血
10克盐
1克黑胡椒（或稍多）
- 过程：

煮肉2到3个小时，填塞入肠以后80度煮约两小时。放置一边干燥。

## 延伸阅读
- 黑加泰罗尼亚布日灌肠和白加泰罗尼亚布日灌肠制作方法 （页面存档备份，存于）